# ترمینوس (بنیاد)
تِرمینوس (انگلیسی: Terminus) نامِ سیاره‌ای علمی–تخیلی در لبهٔ کهکشان راه شیری از آیزاک آسیموف در بنیاد (مجموعه کتاب) است.

## پیدایش
ترمینوس سیاره‌ای خالی از سکنه در جایی دورافتاده از لبهٔ کهکشان است. هری سلدون در پایانِ امپراطوریِ اولِ کهکشانی، صد هزار تن از یارانش را از سراسرِ کهکشانِ مسکونی‌شدهٔ شیری گردِ هم می‌آورد و با هزینهٔ امپراطوری به آنجا می‌فرستد تا دانشنامهٔ کهکشانی را بنویسند. پس از مرگِ سلدون، ترمینوس کم‌کم گسترش می‌یابد و باقیماندهٔ امپراطوری را برمی‌اندازد و پس از آن سیطرهٔ خود را به تمامِ کهکشان گسترش می‌دهد.
در پایان، ترمینوس با اینکه در گوشهٔ کهکشان قرار دارد، به مرکزِ فرهنگی، سیاسی و تکنولوژیکِ کهکشان تبدیل می‌شود.

### چراییِ ساختِ دانشنامه
هَری سِلدُن با یاریِ روان‌تاریخ به این نتیجه می‌رسد که امپراتوریِ کهکشانی که بنوعی شیرازهٔ اصلیِ نظم و تمدن در سراسرِ کهکشان و نمادِ فرهنگ و شهرنشینی است، در حالِ فروپاشی است و با فروپاشیِ آن، یک دورهٔ سی‌هزارسالهٔ ذلت، تاریکی و جهل فراخواهد رسید. از همین روی، به آماده‌سازیِ پیش‌نهاده‌ها برای ساختِ دانشنامه می‌پردازد.
وی عقیده دارد که می‌توان در هنگامیکه همه‌چیز از هم پاشیده شده و زورگویی و جهل بر جهان‌ها حکم‌فرماست؛ با یاریِ دانشنامه، نیرو و نوری دوباره را به سراسرِ کهکشان تاباند و آنرا از نو سازمان داده و دانشنامه را مقدمه‌ای برایِ برپاییِ بنیادِ کهکشانی کند که هزار سال پس از مرگِ وی خواهد آمد.